# Mount Helmcken
Mount Helmcken är ett berg i Kanada.   Det ligger i provinsen British Columbia, i den södra delen av landet, 3 600 km väster om huvudstaden Ottawa. Toppen på Mount Helmcken är 328 meter över havet.
Terrängen runt Mount Helmcken är kuperad åt nordväst, men åt sydost är den platt. Runt Mount Helmcken är det ganska tätbefolkat, med 70 invånare per kvadratkilometer.. Närmaste större samhälle är Victoria, 16,1 km öster om Mount Helmcken. 
I omgivningarna runt Mount Helmcken växer i huvudsak blandskog.